# Paul Komposch
Paul Komposch (* 13. Mai 2001) ist ein österreichischer Fußballspieler.

## Karriere
Komposch begann seine Karriere beim FC Stattegg. Im September 2011 wechselte er in die Jugend des SK Sturm Graz, wo er ab der Saison 2015/16 auch in der Akademie spielte.
Im März 2019 debütierte er gegen die TuS Bad Gleichenberg für die Amateure der Grazer in der Regionalliga. In der Saison 2018/19 kam er zu drei Einsätzen. In der Saison 2019/20 spielte er 17 Mal für Sturm II in der dritthöchsten Spielklasse und erzielte dabei ein Tor.
Zur Saison 2020/21 rückte er in den Kader der Profis. Sein Debüt in der Bundesliga gab er im Oktober 2020, als er am vierten Spieltag jener Saison gegen den SCR Altach in der 85. Minute für Jusuf Gazibegović eingewechselt wurde. Insgesamt kam er zweimal für Sturm in der Bundesliga zum Einsatz. Nach der Saison 2022/23 verließ er den Verein.
Daraufhin wechselte Komposch zur Saison 2023/24 zum Ligakonkurrenten TSV Hartberg, bei dem er einen bis Juni 2025 laufenden Vertrag erhielt.

## Erfolge
- Österreichischer Cup-Sieger: 2023